# 가남초등학교 (충남)
가남초등학교는 대한민국 충청남도 청양군에 있는 공립 초등학교이다.

## 학교 연혁
- 1940. 06. 10 가남국민학교 개교(설립인가 5월 20일)
- 1982. 03. 01 유치원 1학급 개원 인가
- 1996. 03. 01 가남초등학교로 교명 개칭
- 1998. 03. 01 문박초등학교 본교에 통합
- 1998. 12. 23 교육우수교 교육부장관 표창
- 1999. 11. 30 독서심사 우수교 교육감 표창
- 1999. 12. 31 이웃사랑 실천운동 교육감 표창
- 2000. 12. 30 교육계획 추진실적 우수교 교육감 표창
- 2003. 03. 01 비봉초등학교 본교에 통합
- 2008. 03. 01 초등 7학급(특수1포함), 유치원 1학급 편성
- 2008. 07. 22 중국어 방과후 우수프로그램 선정
- 2008. 10. 31 제19회 음악경연대회 단소 및 사물놀이 금상
- 2008. 11. 10 충청남도지정 방과후학교 시범학교 운영보고
- 2008. 12. 10 2008년 명예경찰 소년단 활동 전국1위 표창
- 2008. 12. 26 방과후 영어학교 운영 우수기관 표창
- 2008. 12. 29 2008년 학교변화관리 우수사례 경진대회 최우수
- 2008. 12. 31 2008 도장학지도 우수교 표창
- 2009. 07. 01 방과후학교 우수프로그램 경진대회 우수학교(500만원)
- 2009. 07. 07 교육과학기술부 선정 전원학교(17억원 지원)
- 2009. 09. 01 변화관리 우수학교 선정(포상금 100만원)
- 2009. 10. 30 충청남도지정 방과후학교 시범학교 운영보고(2/2)
- 2010. 12. 28 전국 백대교육과정 최우수학교 표창
- 2011. 11. 24 2011 학교평가 최우수교 선정(포상금 900만원)
- 2011. 12. 27 2011 충남 컨설팅장학 우수교 선정
- 2012. 11. 01 2012 군지정 중국어교육 연구학교 운영보고
- 2012. 12. 18 2012 충남 학교평가 최우수교 선정
- 2012. 12. 18 2012 충남인성교육실천 학교문화 우수교 선정
- 2012. 12. 26 2012 청양 학교교육 실적 우수교 선정
- 2013. 07. 24 2013 충남 학교평가 우수교 선정
- 2013. 12. 24 2013 충남 공부사랑동아리 우수교 선정
- 2013. 12. 24 2013 충남 학생 건강 증진 우수교 선정
- 2013. 12. 24 2013 청양 학교 경영 실적 우수교 선정
- 2014. 02. 04 2013 충남 농촌체험 프로그램 우수교 선정
- 2014. 02. 14 제69회 9명 졸업(총 인원 3,705명)
- 2015. 02. 13 제70회 11명 졸업(총 인원 3,716명)

## 참고 자료
- 가남초등학교 - 한국교육학술정보원 학교알리미